# Stirling Prize
Royal Institute of British Architects Stirling Prize, ofte blot omtalt som Stirling Prize, er en britisk arkitekturpris. Den er opkaldt efter arkitekten James Stirling, og den bliver organiseret og uddelt årligt af Royal Institute of British Architects (RIBA). RIBA Stirling Prize gives til "arkitekterne bag bygningen der har givet de største bidrag til udviklingen af arkitektur i det forgangne år". Arkitekterne skal være medlemmer af RIBA. Indtil 2014 kunne alle bygninger i EU vinde, men siden 2015 har det kun været for bygninger i Storbritannien. Tidligere har der fulgt £20.000 med prisen, men i dag følger der ingen penge med.
Prisen blev grundlagt i 1996, og den regnes som den mest prestigefyldte arkitekturpris i Storbritannien. Den bliver publiceret som arkitektur-ækvivalenten til Booker Prize (litteratur) og Turner Prize (visuel kunst). Stirling Prize erstattede RIBA Building of the Year Award.

## Vindere
Som "RIBA Building of the Year Award"
| År   | Vinder                                                                      |
| ---- | --------------------------------------------------------------------------- |
| 1987 | St Oswald's Hospice, Newcastle upon Tyne                                    |
| 1988 | Truro Crown Courts, Truro, Cornwall by Evans and Shalev                     |
| 1989 | Nelson Mandela Primary School, Birmingham, West Midlands by William Howland |
| 1991 | Woodlea Primary School, Leyland, Lancashire                                 |
| 1993 | Sackler Galleries, London                                                   |
| 1994 | Waterloo International railway station, London af Nicholas Grimshaw         |
| 1995 | McAlpine Stadium, Huddersfield af Populous                                  |

| År   | Vinder                                                                          | Bygning                                                   | Bygning                                                        | Nominerede |
| ---- | ------------------------------------------------------------------------------- | --------------------------------------------------------- | -------------------------------------------------------------- | --- |
| 1996 | Stephen Hodder                                                                  |                                                           | Centenary Building, University of Salford, Salford             | |
| 1997 | James Stirling, Michael Wilford and Associates                                  |                                                           | Stuttgart Music School, Stuttgart, Tyskland                    | - Will Alsop for Hotel du Département des Bouches-du-Rhône, Marseille, France - Mark Guard for roof-top apartment, Paris, France - Richard Murphy for Maggie's Centre, Edinburgh - Richard Rogers for Paul Hamlyn Learning Resource Centre, Thames Valley University, London - Chris Wilkinson for Stratford Market depot, Jubilee line, London |
| 1998 | Foster and Partners                                                             |                                                           | Imperial War Museum, Duxford, Cambridgeshire                   | - Rick Mather Architects for privat hus, London - Ian Ritchie Architects for Crystal Palace Park Concert Platform, Crystal Palace, London - Ian Taylor with Bennetts Associates for Richard Attenborough Centre, University of Leicester, Leicester - Stephenson Bell for Quay Bar, Manchester (nedrevet i 2007) - Inskip and Jenkins for Temple of Concord and Victory (restoration), Stowe, Buckinghamshire - Günter Behnisch for St Benno School, Dresden, Tyskland - Günter Behnisch for Landesgirokasse, Stuttgart, Tyskland - David Chipperfield for et kontor og studiebygning, Düsseldorf, Tyskland - Norman Foster and Partners for Commerzbank HQ, Frankfurt, Tyskland - Colin St John Wilson for British Library, London |
| 1999 | Future Systems                                                                  |                                                           | Lord's Media Centre, London                                    | - David Chipperfield Architects for River and Rowing Museum, Henley-on-Thames, Oxfordshire - Benson & Forsyth for Museum of Scotland, Edinburgh - Alsop, Lyall & Störmer for North Greenwich tube station, London - Chris Wilkinson Architects for Jubilee Line Extension Project, London - Wilford Associates for Sto AG Marketing and Training Building, Stühlingen, Tyskland - Foster and Partners for Reichstag, Berlin, Tyskland - O'Donnell & Tuomey for Ranelagh Multi-Denominational School, Ranelagh, Dublin, Irland |
| 2000 | Alsop & Störmer                                                                 |                                                           | Peckham Library, London                                        | - Caruso St John for New Art Gallery Walsall, West Midlands - Norman Foster & Partners for Canary Wharf Station, London - Marks Barfield for London Eye, London - Richard Rogers Partnership for 88 Wood Street, City of London - Sauerbruch Hutton for GSW Headquarters, Berlin, Tyskland - Chetwood Associates for Sainsbury's Supermarket, Greenwich, London |
| 2001 | Wilkinson Eyre Architects                                                       |                                                           | Magna Centre, Rotherham, South Yorkshire                       | - Nicholas Grimshaw and Partners, Anthony Hunt for Eden Project, Cornwall - Eldridge Smerin for The Lawns, Highgate, London - Jeremy Dixon Edward Jones for National Portrait Gallery udvidelse, London - Guy Greenfield Architects for The Surgery, Hammersmith, London - Michael Hopkins & Partners for Portcullis House and Westminster Underground Station, London - Michael Wilford & Partners for British Embassy in Berlin, Tyskland |
| 2002 | Wilkinson Eyre Architects & Gifford                                             |                                                           | Gateshead Millennium Bridge, Gateshead                         | - Malcolm Fraser Architects for Dance Base, Grassmarket, Edinburgh - Edward Cullinan Architects for Weald and Downland Gridshell, Weald and Downland Open Air Museum, West Sussex - David Chipperfield Architects for Ernsting's Service Centre, Coesfeld-Lette, Tyskland - Building Design Partnership for Hampden Gurney Church of England Primary School, London - Richard Rogers Partnership for Lloyd's Register of Shipping, London - Benson & Forsyth for Millennium Wing, National Gallery of Ireland, Dublin, Irland |
| 2003 | Herzog & de Meuron                                                              |                                                           | Laban, Deptford, London                                        | - Bill Dunster Architects for BedZED, Hackbridge, London - Eric Parry Architects for 30 Finsbury Square, London - Foster and Partners for Great Court, British Museum, London - Ian Ritchie Architects for Plymouth Theatre Royal Production Centre, Plymouth - Sutherland Hussey Architects with Jake Harvey, Donald Urquhart, Glen Onwin and Sandra Kennedy for Tiree Shelter, Inner Hebrides, Skotland |
| 2004 | Foster and Partners                                                             |                                                           | 30 St Mary Axe, London                                         | - Studio Daniel Libeskind for Imperial War Museum North, Trafford Park, Greater Manchester - MacCormac Jamieson Prichard with Rummey Design for The Phoenix Initiative, Coventry - Foster and Partners for Business Academy, Bexley, London - Ian Ritchie Architects for Spire of Dublin, Irland - Peter Cook, Colin Fournier for Kunsthaus, Graz, Østrig |
| 2005 | EMBT & RMJM                                                                     |                                                           | Scottish Parliament building, Edinburgh                        | - Bennetts Associates for Jubilee Library, Brighton - Zaha Hadid for BMW Central Building, Leipzig, Tyskland - Foster and Partners for McLaren Technology Centre, Woking - O'Donnell & Tuomey for Lewis Glucksman Gallery, Cork, Irland - Alsop Designs for Fawood Children's Centre, Harlesden, London |
| 2006 | Richard Rogers Partnership                                                      |                                                           | Barajas Lufthavn Terminal 4, Madrid                            | - Adjaye Associates for Whitechapel Idea Store, London - Hopkins Architects for Evelina Children's Hospital, London - Caruso St John Architects for Brick House, London - The Richard Rogers Partnership for Senedd (Welsh Assembly building), Cardiff - Zaha Hadid for Phaeno Science Centre, Wolfsburg, Tyskland |
| 2007 | David Chipperfield Architects                                                   |                                                           | Museum of Modern Literature, Marbach, Tyskland                 | - David Chipperfield Architects for America's Cup Building, Valencia, Spain - Office for Metropolitan Architecture/Arup-AFA for Casa da Música, Porto, Portugal - Foster and Partners for Dresden Station Redevelopment, Dresden, Tyskland - Glenn Howells Architects, for Savill Building Visitors' Centre, Windsor Great Park, Windsor - Haworth Tompkins for Young Vic Theatre, London |
| 2008 | Feilden Clegg Bradley Studios, Alison Brooks Architects og Maccreanor Lavington |                                                           | Accordia housing development, Cambridge                        | - Grimshaw/Arcadis for Amsterdam Bijlmer ArenA station, Amsterdam, Holland - Denton Corker Marshall for Manchester Civil Justice Centre, Manchester - Zaha Hadid with Patrik Schumacher for Nord Park Railway, Innsbruck, Østrig - Allies and Morrison for Royal Festival Hall, London - Allford Hall Monaghan Morris for Westminster Academy, London |
| 2009 | Rogers Stirk Harbour + Partners                                                 |                                                           | Maggie's Centre, London                                        | - Tony Fretton Architects for Fuglsang Kunstmuseum, Lolland, Danmark - Rogers Stirk Harbour + Partners for Bodegas Protos winery, Peñafiel, Spanien - BDP for Liverpool One Masterplan, Liverpool - Eric Parry Architects for 5 Aldermanbury Square, London - Allford Hall Monaghan Morris for Kentish Town Health Centre, London |
| 2010 | Zaha Hadid                                                                      |                                                           | MAXXI – National Museum of the 21st Century Arts, Rom, Italien | - David Chipperfield for Neues Museum, Berlin - DSDHA for Christ's College, Guildford - Rick Mather Architects for Ashmolean Museum, Oxford - dRMM for Clapham Manor Primary School, London - Theis and Khan for Bateman's Row, Shoreditch, London |
| 2011 | Zaha Hadid                                                                      |                                                           | Evelyn Grace Academy, London                                   | - O'Donnell & Tuomey for An Gaeláras, Derry, Nordirland - Allford Hall Monaghan Morris for The Angel Building, London - David Chipperfield Architects for Folkwang Museum, Essen, Tyskland - Bennetts Associates for Royal Shakespeare Theatre, Stratford-upon-Avon - Hopkins Architects for The Velodrome, London |
| 2012 | Stanton Williams                                                                |                                                           | Sainsbury Laboratory, Cambridge                                | - David Chipperfield Architects for The Hepworth, Wakefield - O'Donnell & Tuomey for Lyric Theatre (Belfast), Belfast - OMA for Maggie's Centre, Glasgow - OMA with Allies and Morrison for New Court, London - Populous for Olympic Stadium, London |
| 2013 | Witherford Watson Mann Architects                                               |                                                           | Astley Castle, Nuneaton, Warwickshire                          | - Grafton Architects for the medical school at University of Limerick, Irland - Hawkins/Brown with Studio Egret West for Park Hill, Sheffield - Alison Brooks Architects for Newhall Be, Essex - heneghan peng architects for Giant's Causeway Visitors' Centre, Antrim, Nordirland - Niall McLaughlin Architects for Bishop Edward King Chapel, Ripon College Cuddesdon, South Oxfordshire |
| 2014 | Haworth Tompkins                                                                |                                                           | Everyman Theatre, Liverpool                                    | - Mecanoo for Library of Birmingham, Birmingham - Zaha Hadid for London Aquatics Centre, London - Renzo Piano for The Shard, London - O'Donnell & Tuomey for Saw Swee Hock Student Centre at LSE, London - Feilden Clegg Bradley Studios for Manchester School of Art, Manchester |
| 2015 | Allford Hall Monaghan Morris                                                    |                                                           | Burntwood School, Wandsworth, London                           | - Niall McLaughlin Architects for Darbishire Place, Whitechapel, London - Reiach and Hall Architects for Maggie's Centre Lanarkshire, Airdrie, Skotland - Rogers Stirk Harbour + Partners for NEO Bankside, Bankside, London - heneghan peng architects for University of Greenwich Stockwell Street Building, Greenwich, London - McInnes Usher McKnight Architects (MUMA) for Whitworth Art Gallery extension, Manchester |
| 2016 | Caruso St John Architects                                                       |                                                           | Newport Street Gallery, Vauxhall, London                       | - Herzog & de Meuron for Blavatnik School of Government, University of Oxford, Oxford - Loyn & Co Architects for Outhouse (privat hus), Forest of Dean, Gloucestershire - Michael Laird Architects & Reiach and Hall Architects for Riverside Campus, City of Glasgow College, Glasgow, Skotland - dRMM Architects for Trafalgar Place housing, Elephant and Castle, London - Wilkinson Eyre Architects for Weston Library, University of Oxford, Oxford |
| 2017 | dRMM                                                                            |                                                           | Hastings Pier, East Sussex                                     | - Groupwork + Amin Taha for Barrett's Grove housing scheme, Stoke Newington, London - Rogers Stirk Harbour + Partners for British Museum World Conservation and Exhibitions Centre, London - Reiach and Hall Architects and Michael Laird Architects for City Campus at the City of Glasgow College, Glasgow - Baynes and Mitchell Architects for Command of the Oceans display at Chatham Historic Dockyard, Chatham, Kent - 6a architects for Photography Studio for Juergen Teller, London |
| 2018 | Foster + Partners                                                               |                                                           | Bloomberg London                                               | - Waugh Thistleton Architects for Bushey Cemetery, Bushey, Hertfordshire - Henley Halebrown for Chadwick Hall, University of Roehampton, London - Jamie Fobert Architects with Evans & Shalev for the new build at Tate St Ives, Cornwall - MUMA for Storey's Field Community Centre and Nursery, North West Cambridge - Niall McLaughlin Architects for The Sultan Nazrin Shah Centre, Worcester College, Oxford |
| 2019 | Mikhail Riches with Cathy Hawley                                                |                                                           | Goldsmith Street council housing, Norwich                      | - Matthew Barnett Howland with Dido Milne and Oliver Wilton for Cork House, Berkshire - Grimshaw Architects for London Bridge Station, Southwark, London - Rogers Stirk Harbour + Partners for The Macallan distillery and Visitor Experience, Moray, Skotland - Witherford Watson Mann Architects for Nevill Holt Opera, Leicestershire - Feilden Fowles for The Weston, Yorkshire Sculpture Park, West Yorkshire |
| 2020 | Prisen blev udskudt til 2021 grundet coronaviruspandemien                       | Prisen blev udskudt til 2021 grundet coronaviruspandemien | Prisen blev udskudt til 2021 grundet coronaviruspandemien      | Prisen blev udskudt til 2021 grundet coronaviruspandemien |
| 2021 | Grafton Architects                                                              |                                                           | Kingston University Town House, London                         | - Marks Barfield for Cambridge Central Mosque - Ney & Partners and William Matthews Associates for Tintagel Castle footbridge - Carmody Groarke for Windermere Jetty Museum - Stanton Williams for Key Worker Housing, Eddington, Cambridge - Amin Taha for 15 Clerkenwell Close |
| 2022 |                                                                                 |                                                           |                                                                | - Hopkins Architects for 100 Liverpool Street, London - Reiach and Hall Architects for Forth Valley College - Falkirk Campus, Scotland - Henley Halebrown for Hackney New Primary School and 333 Kingsland Road, London - Panter Hudspith Architects for Orchard Gardens, Elephant Park, Elephant and Castle, London - Mæ Architects for Sands End Arts and Community Centre, Fulham, London - Niall McLaughlin Architects for The New Library, Magdalene College, Cambridge |